# Saint-Symphorien (Gironde)
Saint-Symphorien je francouzská obec v departementu Gironde v regionu Akvitánie. V roce 2009 zde žilo 1 729 obyvatel. Je centrem kantonu Saint-Symphorien.